# Aghadżari
Aghadżari (pers. آغاجاری), także Aga Dżari, Agha Jari, Aghajari  – miasto w Iranie. Położone jest w południowo-zachodniej części kraju, w ostanie Chuzestan, na przedgórzu gór Zagros.
Należy do głównych ośrodków wydobywania ropy naftowej w kraju (wydobywa się ją tam od 1938 roku), posiada najbogatsze lądowe złoże naftowe w Iranie. Rurociągi naftowe łączą miasto m.in. z Abadanem, Teheranem, a także wyspą Chark.
Według spisu z 2011 miasto liczy 12 653 mieszkańców; dla porównania, w 2006 było ich 13 175, zaś w 1996 – 14 508.